# Väter allein zu Haus: Andreas
Andreas ist ein deutscher Fernsehfilm von Esther Gronenborn aus dem Jahr 2021. Es handelt sich um die letzte der vier Episoden der Minireihe Väter allein zu Haus, bei der vier auf unterschiedliche Weise überforderte Väter aus Wuppertal im Mittelpunkt stehen. In der jeweiligen Episode, die den Vornamen des entsprechenden Vaters trägt, wird das Leben dieses geplagten Vaters beleuchtet. Als vierter und letzter Vater wird Andreas, verkörpert von Tobias van Dieken, vorgestellt. Sein Lebenspartner Christian wird von Steve Windolf gespielt. In tragenden Rollen sind Andreas’ Freunde, verkörpert von Peter Lohmeyer, David Rott und Tim Oliver Schultz besetzt. Felicitas Woll ist wiederum als Judith und Christina Große als Michaela dabei. In tragenden Rollen sind Dietrich Adam, Gitta Schweighöfer, Jerry Kwarteng und Sophia Heinzmann besetzt.
Arne Nolting und Jan Martin Scharf griffen bei der Erstellung des Drehbuchs auf die australische horizontal erzählte Serie House Husbands zurück, die über fünf Staffeln ging. Sie hätten sich an ‚House Husband‘ orientiert, die Storys aber dramaturgisch komplett anders gebaut.

## Handlung
Für Andreas, der mit Christian in einer Partnerschaft lebt, ist es schwer, sich daran zu gewöhnen, dass Stella, die die Männer zusammen aufgezogen haben, mit ihren inzwischen sieben Jahren immer mehr Selbstständigkeit für sich einfordert und damit unabhängiger von seiner Fürsorge wird. Stella lebt seit ihrer Geburt, bei der ihre Mutter, die Schwester Christians, gestorben ist, bei den Männern. Andreas hat die Kleine betreut und sich liebevoll um sie gekümmert, während Christian seinem Beruf nachgegangen ist. Zwar hat Andreas ein abgeschlossenes Ingenieurstudium, war jedoch noch nie berufstätig. Jetzt, sieben Jahre nach Beendigung seines Studiums, einen Job zu finden, erweist sich als sehr schwierig. Andreas’ Vater Herbert ist das Lebensmodell seines Sohnes ein Dorn im Auge. Das, und die mürrische und selbstgefällige Art, die Herbert an den Tag legt, führt dazu, dass er von seiner Frau Liselotte nach mehr als dreißig Jahren Ehe vor die Tür gesetzt wird. Da er nicht weiß, wohin, zieht er erst einmal bei Andreas und Christian ein. Da sind Konflikte vorprogrammiert.
Als urplötzlich Stellas bislang keine Rolle spielender Vater Samuel Lange, ein Zahnarzt, auftaucht, um nun auf einmal Verantwortung für seine Tochter zu übernehmen, ist das für Andreas und Christian ein Grund zu großer Besorgnis. Auf Rat ihrer Anwältin erlauben sie Samuel, Stella kennenzulernen. Er kommt zu dem Treffen mit seiner Frau Annika und seiner kleinen Tochter Mia. Der Nachmittag verläuft harmonisch. Als Samuel dann jedoch das gemeinsame Sorgerecht für Stella will, ist das für deren beide Väter nicht hinnehmbar. Erschwerend zu der ohnehin schon belastenden Situation kommt hinzu, dass bei Stella ein Tumor an der Wirbelsäule entdeckt worden ist, der eine Operation erforderlich macht. Der Eingriff geht gut aus und bringt alle, die Stella lieben, dazu, nachzudenken. So auch Herbert, der der Kleinen endlich erlaubt, ihn Opa zu nennen, wie es auch ihre Cousine Anna tut.
Auch Andreas’ Schwester Judith Lanius, die mit Mark verheiratet ist, muss sich eingestehen, dass es ihr nur bedingt gelingt, Familie und Beruf unter einen Hut zu bringen. Sie hat als Ärztin alle Hände voll zu tun und Mark als Werbefachmann ebenso. Ihre Tochter Anna kommt dabei oft zu kurz. Besonders bitter trifft Judith die Erkenntnis, dass sie den Geburtstag ihres Kindes einfach vergessen hat. Obwohl Judith und Mark eigentlich noch ein Kind haben wollten, treffen sie aufgrund ihrer Situation eine fundamentale Entscheidung. Mark lässt sich sterilisieren. Die Crux ist jedoch, dass Judith zum selben Zeitpunkt feststellt, dass sie bereits schwanger ist und das sogar mit Zwillingen.
Stella ist es, die ihren Opa auf eine Idee bringt, wie er seine Frau zurückgewinnen könne. Die königliche Gartenfeier, bei der alle Kronen aus Stellas reichhaltiger Sammlung tragen, wird ein voller Erfolg. Dazu trägt zusätzlich bei, dass Samuel überraschend erscheint und Andreas und Christian mitteilt, dass er seinen Sorgerechtsantrag zurückgezogen habe. Es gehe um Stella und man sehe ihr an, wie glücklich sie in ihrer Familie sei. Andreas und Christian versichern ihm, dass er bei ihnen immer willkommen sei und Stella natürlich auch Zeit in seiner Familie verbringen dürfe. Zu guter Letzt erhält Andreas dann doch nach die Chance, auch beruflich, zumindest halbtags, zu zeigen, was er kann.

## Produktion

### Produktionsnotizen

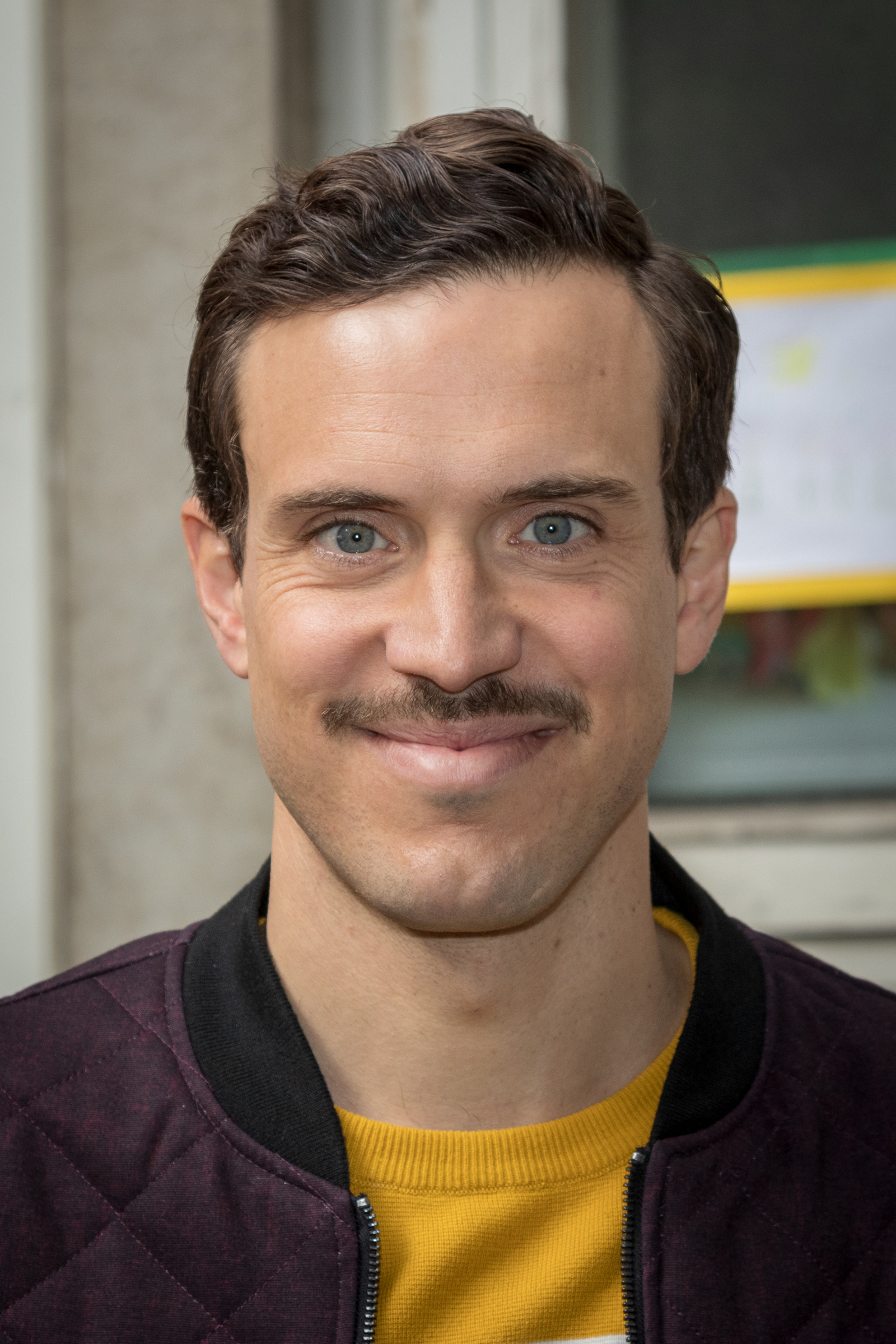
Tobias van Dieken, der Darsteller des Andreas

Andreas wurde vom 16. Juni bis zum 5. August 2020 an Schauplätzen in Köln und Wuppertal gedreht. Es ist unter anderem die originale Schwebebahn zu sehen. Produziert wurde der Film von der Bavaria Fiction GmbH im Auftrag der ARD Degeto und des WDR Köln für die ARD. Die Redaktion lag für den WDR bei Henrike Vieregge und für die ARD Degeto bei Stefan Kruppa. Die Herstellungsleitung hatte Astrid Holz inne.

### Hintergrund
Auf die Frage an Arne Nolting und Jan Martin Scharf, was sie aus dem australischen Vorbild hätten übernehmen können, antwortete Scharf, „die Figuren, die Figurenkonstellationen, vor allem die Freundschaft zwischen diesen doch sehr unterschiedlichen Vätern“. Die Ereignisse und Abenteuer, die sie miteinander erlebt hätten, habe man dann auf bislang drei Filme verdichtet und vor allen Dingen habe man eines gemacht und sich pro Film auf einen dieser Väter konzentriert und dessen Geschichte – und auch seine Beziehungsgeschichte – näher ausgeleuchtet. Nolting ergänzte, dass dadurch jeder Film auch für sich allein funktioniere. Trotzdem empfehle er, sich alle Filme in der Reihenfolge ihrer Ausstrahlung anzuschauen. Grundsätzlich sei es natürlich gut, wenn es schon eine Vorlage gebe, aber trotzdem müsse man sich diese dann zu eigen machen, auch im Hinblick auf die kulturellen Unterschiede. Im Schreibprozess setze sich die eigene Handschrift irgendwann durch, sodass das Ausgangsmaterial dann „eine Art Trampolin“ sei, „das uns in den kreativen Prozess geschossen“ hat. Das fange schon damit an, dass die Geschichte, die in einem australischen Vorort spiele, nun nach Wuppertal verlegt worden sei, ebenso unterscheide sich der australische Schulalltag sehr vom deutschen. Angesprochen darauf, dass sie beide schon ziemlich lange ein Team bilden würden, bestätigten Nolting und Scharf, dass sie tatsächlich seit 20 Jahren die allermeisten Projekte zusammen gemacht hätten.
Arne Nolting antwortete auf die Frage, ob er eigentlichen einen Lieblingsvater unter den vier Vätern habe, es wäre „extrem ungerecht den anderen dreien gegenüber“, würde er jetzt einen nennen. Außerdem verkörpere jeder von ihnen „Aspekte des Vaterseins“, die er möge und schätze, und jeder von ihnen habe „Macken und Fehler“, die er „verstehe und verzeihe“. Deshalb: er liebe sie natürlich alle. Jan Martin Scharf ergänzte: „Absolut. Und ihre Frauen auch!“
Tobias van Dieken meinte auf die Frage, was für ihn im Zentrum dieser Episode stehe, der Film zeige „vor allem sehr lebendig das Leben“. In diesem Alter, in dem er ebenso wie seine Filmfigur sei, müsse man seinen Mann stehen, da gebe es keine Eltern mehr, zu denen man hinlaufe, eher sei es umgekehrt. Er glaube, dass ein schwules (Eltern-)Paar nach wie vor für viele Menschen nicht selbstverständlich sei. In dieser Episode sei man jedoch „so divers, dass man es fast als Aushängeschild betrachten könnte. Jung und alt, dunkel- und hellhäutig, hetero- und homosexuell: Wir haben alles dabei. Und das mit einer schönen Selbstverständlichkeit – ich hoffe zumindest, dass das so rüberkommt.“ Van Dieken beantwortete die Frage, was ihn bewogen habe, den Andreas zu spielen, das ihm „dieser Part einfach sehr gut gefallen“ habe. Wichtig sei ihm von Anfang an gewesen, „dass da nicht ein Abziehbild von einem Schwulen“ entstehe. Van Dieken stimmte zu, dass das Team eine „verschworene Gemeinschaft“ gewesen sei, „ein totaler Glücksfall“. Van Dieken fügte ergänzend hinzu: „Wir sind alle sehr unterschiedlich, aber wir haben uns da auf eine total gute Art und Weise gefunden. Die Zusammenarbeit war wirklich sehr, sehr gut. Wir haben uns gegenseitig Tipps gegeben, mal gelobt, mal kritisiert, auch mal gesagt, Mensch das ist ein bisschen zu viel. Da ist eine total gute Energie entstanden. Ich bin super glücklich, Teil dieser Bande zu sein.“ Auch Tobias van Dieken bestätigte, dass man auch nach dem Ende der Reihe und über die Arbeit hinaus „befreundet“ sei, das sei „einfach so passiert. Eine total glückliche Fügung“.

## Rezeption

### Veröffentlichung, Einschaltquote
Der Film wurde im Programm der ARD Das Erste erstmals am 26. Februar 2021 ausgestrahlt und von 3,31 Millionen Menschen eingeschaltet, was einem Marktanteil von 9,8 Prozent entsprach.

### Kritik
Die Kritiker der Fernsehzeitschrift TV Spielfilm zeigten kommentarlos mit dem Daumen nach oben und vergaben für Humor, Anspruch und Spannung je einen von drei möglichen Punkten.
Rainer Tittelbach befasste sich auf seiner Seite tittelbach.tv mit dem Film und gab ihm 4½ von 6 möglichen Punkten. „Die nach wie vor launige Tonlage“ der Filme habe sich „von der Komödie einen Tick mehr in Richtung Dramödie verschoben“. Das „Konzept“ sei „nicht nur deshalb so angenehm ‚anders‘ für einen ARD-Freitagsfilm, weil es vorbildlich auf die Diversität der Gesellschaft fokussiert ist, sondern ganz maßgeblich auch, weil die Umsetzung dramaturgisch & filmisch gelungen“ sei. „Und die Befürchtung, dass für Tim Oliver Schultz & Tobias van Dieken die Fußstapfen ihrer Vorgänger zu groß sein könnten“, habe sich „nicht bewahrheitet. […] Fortsetzung – wünschenswert.“ […] „Die Expositionen“ seien „für ein Unterhaltungsformat geradezu vorbildlich. In wenigen Minuten ist der Zuschauer im Bilde; auf ungelenke, umständliche Erklär-Dialoge wird weitgehend verzichtet“. Abschließend stellte der Kritiker fest: „Das Konzept von ‚Väter allein zu Haus‘ ist nicht nur deshalb so gut und angenehm ‚anders‘ für ein ARD-Freitagsfilm-Format, weil es sich auf die zu Recht auch für Filme geforderte Diversität der Gesellschaft fokussiert, sondern ganz maßgeblich auch, weil die Umsetzung dramaturgisch & filmisch gelungen ist.“ […] „Auch wenn ein solches Projekt kein Quotenknaller“ sein werde, „wäre eine Fortsetzung sicherlich eine Möglichkeit, die Charaktere noch stärker vom ‚Stellvertreter‘ einer bestimmten Spezies von Vätern zu ‚echten‘ Menschen zu machen. Eine lockere Familien-Reihe mit zeitgemäßen Lebens- und Partnerschaftsmodellen“ fehle „jedenfalls im öffentlich-rechtlichen Fernsehen“.
Oliver Armknecht von der Seite film-rezensionen.de meinte, wer die anderen Teile der ARD-Reihe Väter – Allein zu Haus gesehen habe, der wisse natürlich schon in etwas, „was ihn hier erwarte“. Man müsse „die Vorgängerfilme jedoch nicht unbedingt gesehen haben, um hier mitzuschauen“. Armknecht störte sich daran, dass es „das Konzept aber ziemlich verwässere, wenn auf einmal nicht mehr Andreas im Mittelpunkt“ stehe, „sondern gleich drei Geschichten parallel erzählt“ würden „und die Geschichte von Andreas eigentlich eh die von Andreas und Christian“ sei. Es werde in dem Film „insgesamt zu viel zusammengeworfen, darunter auch diverse Klischees, bis man irgendwie die anderthalb Stunden voll hatte, die so ein Fernsehfilm“ brauche. „Nett sei das Ergebnis durchaus, umso mehr da sich das Publikum auf ein Wohlfühlende freuen“ dürfe, „welches viel heile Welt suggeriert, was manachmal ja auch ganz gut“ tue. Armknecht berwertete den Film mit fünf von zehn möglichen Punkten und stellte abschließend fest: „Der TV-Film kann sich nicht ganz entscheiden, ob er eine sehr alltägliche oder eine sehr ausgefallene Geschichte erzählen will, weshalb er zu viel herumschlingert. Aber auch die beiden anderen Nebenstränge und die vielen Figuren führen dazu, dass es der nur netten Tragikomödie an Kontur mangelt.“
Hans Czerny befasste sich für Prisma mit dem Film und stellte fest, dass die von Sophia Heinzmann gespielte Stella „der Sonnenschein in einem ansonsten doch etwas verquält mutmacherischen Freitagsfilm“ sei. Man glaube den bislang vier Teilen anzumerken, „dass sie dem angelsächsischen Vorbild, einer 58-teiligen australischen Erfolgsserie (‚House Husbands‘), nicht recht gewachsen“ seien. Sie hätten „so was Eingestampftes“. Czerny zeigte sich begeistert von Sophia Heinzmann, die einfach „großartig“ spiele. Wenn sie „einmal von der Mauer“ hüpfe, sei das „lustiger als jeder Männerdialog, und wenn sie ganz selbstverständlich ihren bis dato nie gesehenen leiblichen Vater (Jerry Kwarteng) voller Freude zwischen Tür und Angel“ begrüße, könne sich „ihrem kindlichen Charme kein Mensch entziehen“. Stella koche sie „mit ihrem Lächeln alle weich, die echten und die unechten Väter, die sich plötzlich ums Sorgerecht streiten. Selbst der komische Großvater“ komme „zum fälligen Happyend mit einem Stofftier ans Krankenbett. Politisch sehr korrekt [sei] das alles auf jeden Fall“.
Christian Lukas war bei Quotenmeter.de der Meinung, in der Geschichte werde zu viel mit „kleinen Klischees“ gearbeitet, „um vielleicht etwas Dramatik zu generieren oer zwei Szenenblöcke miteinander zu verbinden“. Drehbuchautorin Kirsten Peters habe „in den Drehbuchtopf alles eingekocht, was der Klischeekob an Zutaten“ hergäbe. Das Ergebnis sei dennoch „überraschend kurzweilig und sympathisch anzuschauen“. Und das sei wohl „ein Verdienst“ der gezeigten „Charaktere“. Das „lockere Zusammenspiel von Andreas-Darsteller Tobias van Dieken und Steve Windolf (Christian)“ mache „es möglich, sehr schnell eine emotionale Nähe zu diesen Männern aufzubauen“. Wie schon Czerny war auch Lukas von der Stella-Darstellerin Sophia Heinzmann sehr angetan. Sie verstehe mit „Charme zu punkten“, auch sei „die Inszenierung schlau genug, sie nicht zu überfordern, sondern ihr vor allem Raum in den eher lockeren – familiären – Szenen“ zu bieten, in denen „sie sich schnell in die Herzen spielen“ könne. Fazit: „Trotz des ganz tiefen Griffes in die noch tiefere Klischeekiste ist ‚Väter allein zu Haus: Andreas‘ ein überraschend sympathisches Herzkinostück für den heimischen Bildschirm.“